# とびうお杯全国少年少女水泳競技大会
とびうお杯全国少年少女水泳競技大会（とびうおはいぜんこくしょうねんしょうじょすいえいきょうぎたいかい）は、毎年8月に静岡県浜松市で行われる、スイミングクラブ対抗の水泳大会である。2005年に「スポーツ拠点づくり推進事業」に承認された。
大会名は、地元出身の古橋廣之進・日本水泳連盟名誉会長の異名にちなんでつけられた。また、この大会は日本水泳連盟の公認する、唯一の学童大会である（そのために、小学生しか出場できない）。

## 大会情報
- 主催： とびうお杯全国少年少女水泳競技大会実行委員会（浜名湾游泳協会、中日新聞社）
- 共催： 浜松市
- 主管： 浜名湾游泳協会
- 公認： 財団法人日本水泳連盟
- 会場：古橋廣之進記念浜松市総合水泳場（2008年までは浜松市江之島水泳場）

## 実施競技
- 競泳
  - 自由形(50m・100m・200m)
  - 平泳ぎ(50m・100m)
  - 背泳ぎ(50m・100m)
  - バタフライ(50m・100m)
  - 個人メドレー(200m)
  - フリーリレー(200m)
  - メドレーリレー(200m)
- 飛込競技
  - 1m飛板飛込
  - 5m高飛込